# Cermenate
Cermenate is een gemeente in de Italiaanse provincie Como (regio Lombardije) en telt 8752 inwoners (31-12-2004). De oppervlakte bedraagt 8,1 km², de bevolkingsdichtheid is 1050 inwoners per km².

## Demografie
Cermenate telt ongeveer 3421 huishoudens. Het aantal inwoners steeg in de periode 1991-2001 met 5,9% volgens cijfers uit de tienjaarlijkse volkstellingen van ISTAT.
| Jaar | Inwoneraantal |
| ---- | ------------- |
| 1991 | 8119          |
| 2001 | 8599          |

## Geografie
De gemeente ligt op ongeveer 297 m boven zeeniveau.
Cermenate grenst aan de volgende gemeenten: Bregnano, Cadorago, Cantù, Carimate, Lazzate (MI), Lentate sul Seveso (MI), Vertemate con Minoprio.